# Venceslau de Luxemburg
|  | Per a altres significats, vegeu «Wenceslau II de Luxemburg». |

Venceslau de Luxemburg també Wenceslau o Václav, sovint anomenat Wenceslau o Venceslau de Bohèmia a les cròniques (Praga, 25 de febrer de 1337 - Luxemburg, 7 de desembre de 1383) va ser el primer duc de Luxemburg des 1355, i després duc de Brabant i Limburg per matrimoni. Era el fill de Joan el Cec, rei de Bohèmia, i Beatriu de Borbó.
El 1353 el rei Carles IV de Bohèmia, comte de Luxemburg i rei electe del Sacre Imperi Romanogermànic, va lliurar el comtat, herència paterna, al seu germanastre Venceslau. Quan el 1355 Carles va ser coronat emperador del Sacre Imperi va aixecar el comtat de Luxemburg a la condició de ducat.
Venceslau es va casar el 1352 amb Joana de Brabant (1322-1406), filla de Joan III, duc de Brabant i de Limburg, i de Maria d'Evreux. El 1355, Joana va heretar Brabant i Limburg. Per tal de garantir la indivisibilitat de Brabant i la successió en cas de morir Joana sense fills, Venceslau va signar l'anomenada "Entrada triomfal", que tenia com a objectiu de lluitar contra el seu cunyat Lluís II de Flandes, que reclamava els ducats pel seu matrimoni amb Margarida de Brabant, germana de Joana. No va poder evitar l'ocupació de Brussel·les pels flamencs, però un líder popular, Everard 't Serclaes, amb una acció audaç, els va aconseguir expulsar. A partir de llavors, Venceslau va haver d'enfrontar trastorns principalment interns.
El 1364 va comprar el comtat de Chiny a Arnold IV de Rumigny. En l'exercici d'aquest càrrec va entrar en disputa sobre els drets de l'escorta del duc Guillem II de Jülich; el 1371 va sobreestimar la seva capacitat militar i va atacar a Guillem II, duc de Jülich, però aquest va rebre l'ajut del duc Eduard de Gueldre, sent derrotat Venceslau de manera humiliant a Baesweiler (22 d'agost del 1371), perdent una part del seu exèrcit, i diversos nobles; ell mateix va ser capturat i va patir onze mesos de captiveri. Fou rescatat pel seu germà Carles IV a la primavera del 1372 amb un pagament de 50.000 florins. Venceslau va haver de renunciar al vicariat imperial.
En els següents anys l'encertada política financera dels primers anys no va continuar i la càrrega financera dels ducats va pujar enormement causa de les obligacions de pagament de Venceslau. Això va provocar disturbis socials.
Atès que el matrimoni entre Venceslau i Joana no tenia fills, Carles IV va iniciar l'any de la seva mort (1378) els passos per designar al seu hereu designat, el seu fill Venceslau (IV de Bohèmia i I d'Alemanya) com a legatari dels ducats de Luxemburg, Brabant i Limburg. La relació entre el duc Venceslau I i l'hereu i després rei no fou bona, ja que el duc era considerat pro-francès i donava suport al papa Climent VII d'Avinyó, mentre el rei Venceslau IV es va acostar a Anglaterra i era un partidari del Papa romà Urbà VI. Després de negociacions Venceslau no fou reconegut com a hereu per l'assemblea de Brabant i de Limburg.
Va morir a Luxemburg el 1383 i en els ducats Brabant i Limburg va seguir governant la seva esposa fins que a la seva mort (1406) va entrar l'hereu consensuat, Antoni de Borgonya. Al ducat de Luxemburg Venceslau I fou succeït pel seu nebot Venceslau II. Hi ha especulacions sobre si va morir de lepra (Joana de fet va romandre a Brussel·les). El seu últim desig va ser que el seu cor fos tret del seu cos i enviat a la seva dona. Està enterrat en una cripta a les ruïnes de l'abadia d'Orval a Bèlgica.
Venceslau I de Luxemburg fou trobador i va escriure poesia, que va ser trobada per Auguste Longnon; incloïa 79 poemes (11 balades, 16 virolais i 52 rondes).